# الماجدية (عمان)
الماجدية منطقة سكنية تقع في لواء الموقر، محافظة العاصمة في الأردن. تنتمي المنطقة لقضاء رجم الشامي الذي يضم 8 مناطق. يقدر عدد سكانها بـ 399 نسمة حسب إحصاء 2015.

## الوصلات الخارجية
- دائرة الاحصاءات العامة